# 加藤あい
加藤 あい（かとう あい、1982年12月12日 - ）は、日本の女優。愛知県西春日井郡新川町（現・清須市）出身。エヴァーグリーン・エンタテイメント所属。

## 略歴
新川町立新川中学校（当時）在学中、雑誌『ピチレモン』（学研）のジュニアモデルを経て中学3年で上京し、1997年に木村拓哉主演のドラマ『ギフト』（フジテレビ系）で女優デビュー。
1998年、日テレジェニックに選ばれた。同年11月、広末涼子の後任としてNTTドコモポケットベルのCMに起用された。シティフォンのCMを経て、2006年10月までiモードや携帯電話サービスのイメージキャラクターを務めた。
1999年、『ベストフレンド』（テレビ朝日系）で、連続ドラマ初主演。
2000年の前後に、10社以上のCMに登場、メディアで「CM女王」と呼ばれることもあった。2001年4月からは、「24人の映像クリエーターが、限られた時間と予算で、加藤を被写体に24パターンの30秒イメージCMを作る」というコンセプトの下に、『24人の加藤あい』というおちまさとプロデュースの冠番組がTBSで半年間放送されている。
2001年10月、翌年1月から放送開始のドラマ『人にやさしく』（フジテレビ系）の製作発表会に出席したが、体調不良を理由に翌月降板を発表（代役は星野真里）。その後、2002年1月のNTTドコモ新CM制作発表会で、およそ3か月ぶりに公の場へ姿を見せた。
2001年4月、堀越高等学校から亜細亜大学国際関係学部へ進学。女優業と学業の両立を果たし、2005年3月大学を卒業。卒論のテーマは、「国際法上のテロリストについて」。
大学卒業後は、『海猿』シリーズや『ハケンの品格』（日本テレビ系）など、映画・テレビドラマやテレビCMを中心に活動し、2009年4月からは、雑誌『with』で連載企画を始めた。
テレビCMには、デビュー直後から安定したペースで出演。現在まで、NTTDoCoMo、カネボウ、イーオンなどの大企業を中心に、多数のCMへ登場している。8年間担当したNTTドコモのイメージキャラクターについては、「彼女の安定性を企業が高く評価している証拠」として、広告・映像業界でも高く評価された。
また、インタビューなどで勉強家であることを公言していた高校時代には、朝日新聞や東進ハイスクールによる大学入試関連のキャンペーンにも登場。同新聞が発行していたタブロイド判の隔週刊紙『SEVEN』では、同世代を代表する形でコメンテーター陣に加わっていた。
2010年、デビュー以来在籍していた芸能事務所のムーン・ザ・チャイルドからサムデイへ移籍した。
女性誌「an・an」2007年1月17日号に続き、「FRaU」2013年3月号で再び大胆なセミヌードを披露した。
2013年11月14日、7歳年上の墓石屋社長である男性と結婚することを発表。婚姻届提出は11月22日（「いい夫婦の日」）に行われた。馴れ初めは元々は知り合いという認識だったが、この年の初めに一気に意識して交際するようになったこと。
2015年9月14日、アメリカで第1子女児を出産したことを明らかにした。
2017年5月放送の『貴族探偵』（フジテレビ系）第5・6回で、3年ぶりにドラマ出演。
2018年6月13日、第2子出産を公表。
2021年2月末で所属事務所・サムデイのホームページから名前が削除され退所。同年5月には、はぐくみプラス「coconeクレンジングバーム」のイメージキャラクターに起用された。
2022年、第3子を出産。
2024年3月、芸能事務所・エヴァーグリーン・エンタテイメントに所属。

## 人物
趣味
趣味は海外旅行で、語学留学を経験したこともある。GyaOで配信された連続ドラマ『マンハッタンダイアリーズ』の撮影では、およそ10ヶ月にわたってニューヨークへ滞在していた。コーヒーが大好きであり「一人になるときにコーヒーを飲むのが1番幸せな時間」というほど。

デビュー時のエピソード
『ピチレモン』のモデルになる前に、14歳でリハウスガールのオーディションを受験。本名の加藤愛でインタビューを受けた際の映像が、『ASAYAN』（テレビ東京系列）で放送された。その後、『月刊デ・ビュー』に掲載された情報を見たことをきっかけに、両親に内緒で（前所属）事務所のオーディションへ応募。書類選考を通過した際には、事務所のスタッフが「（加藤を映した）ビデオだけでも送って欲しい」と母親を説得する一幕があったという。前述のように、デビューしてから中学3年生の途中までは仕事のたびに実家から上京していた。

## 出演

### テレビドラマ
- 不思議の国の17歳（1997年4月 - 7月、名古屋テレビ・ドラマランド11） - 柿沼恵子 役
- ギフト 第1話（1997年4月16日、フジテレビ） - 若菜 役
- いとしの未来ちゃん 第4話「眺めのいい部屋 A Room with a View」（1997年5月3日、テレビ朝日）
- だいじょーぶママ（1997年8月 - 9月、CBC/TBS・ドラマ30） - 三浦ナナ 役
- 立入禁止!STAFF ONLY（stage1）アンコール（1997年10月6日、フジテレビ）
- はみだし刑事情熱系II 第9話（1997年12月10日、テレビ朝日）
- 聖者の行進（1998年1月 - 3月、TBS）
- 少年サスペンス 第5話「保健室に見た恐怖!」（1998年6月4日 - 18日、テレビ朝日） - ココロ 役
- スウィートデビル（1998年7月 - 9月、テレビ朝日） - 壇原ひな 役
- P.A.〜プライベートアクトレス（1998年10月 - 12月、日本テレビ） - 高円寺るい 役
- あぶない放課後（1999年4月 - 6月、テレビ朝日） - 永沢京子 役
- 同窓会へようこそ 〜遅すぎた夏の帰郷〜（1999年8月16日、TBS） - 中原夏生 役
- ベストフレンド（1999年10月 - 12月、テレビ朝日） - 主演・瀬戸キヨカ 役
- 池袋ウエストゲートパーク（2000年4月 - 6月、TBS） - 渋沢ヒカル 役
  - 池袋ウエストゲートパーク スープの回（2003年3月28日）
- ナニワ金融道5（2000年9月25日、フジテレビ） - 志摩奈々子 役
- 真夏のメリークリスマス（2000年10月 - 12月、TBS） - 赤座夏見 役
- 天国に一番近い男 教師編（2001年4月 - 6月、TBS） - 黒澤雛子 役
- 傷だらけのラブソング（2001年10月 - 12月、関西テレビ/フジテレビ） - 川原由佳 役
- マイリトルシェフ 第6話（2002年8月14日、TBS） - 永原鈴子 役
- やんパパ（2002年10月 - 12月、TBS） - 小林里早 役
- 初恋.com（2003年12月22日 - 25日、日本テレビ） - 桜井遥 役
- 金田一耕助シリーズ『犬神家の一族』（2004年4月3日、フジテレビ） - 野々宮珠世 役
- 君が想い出になる前に（2004年7月 - 9月、関西テレビ/フジテレビ） - 富田ちひろ 役
- 夫婦。（2004年10月 - 12月、TBS） - 山口奈穂 役
- 弟（2004年11月17日 - 21日、テレビ朝日） - 石原典子（18 - 34歳）役
- 海猿 UMIZARU EVOLUTION（2005年7月 - 9月、フジテレビ） - 伊沢環菜 役
- 広島 昭和20年8月6日（2005年8月29日、TBS） - 矢島信子 役
- 日曜洋画劇場特別企画『風林火山』（2006年1月8日、テレビ朝日） - 由布姫 役
- ハケンの品格（2007）（2007年1月 - 3月、日本テレビ） - 森美雪 役
- 世にも奇妙な物語 '07春の特別編「ヴァーチャルメモリー」（2007年3月26日、フジテレビ） - 立花雪絵 役
- ドリーム☆アゲイン（2007年10月 - 12月、日本テレビ） - 二ノ宮颯乙 役
- あの日、僕らの命はトイレットペーパーよりも軽かった〜カウラ捕虜収容所からの大脱走（2008年7月8日、日本テレビ） - 朝倉舞 役
- スクラップ・ティーチャー〜教師再生〜（2008年10月 - 12月、日本テレビ） - 滝ゆう子 役
- 神の雫 第2話（2009年1月20日、日本テレビ） - 水澤カオリ 役
- 魔女裁判（2009年4月 - 7月、フジテレビ） - 渡部いずみ 役
- リミット-刑事の現場2-（2009年7月 - 8月、NHK総合） - 青井茉莉亜 役
- 働くゴン!（2009年9月23日、日本テレビ）
- チーム・バチスタ2 ジェネラル・ルージュの凱旋（2010年4月 - 6月、関西テレビ/フジテレビ） - 和泉遥 役
  - チーム・バチスタSP2011〜さらばジェネラル!天才救命医は愛する人を救えるか〜（2011年1月2日）
  - チーム・バチスタ3 アリアドネの弾丸 第8話（2011年8月30日）※友情出演
- シバトラ さらば、童顔刑事スペシャル（2010年5月22日、フジテレビ） - 桐野弥生 役
- うぬぼれ刑事 第1話（2010年7月9日、TBS） - 貴崎恵里子 役
- FACE MAKER 第1話（2010年10月7日、読売テレビ/日本テレビ） - 樋口麗美 役
- 東野圭吾3部作スペシャル『ブルータスの心臓』（2011年6月17日、フジテレビ） - 中森弓絵 役
- 松本清張ドラマスペシャル『砂の器』（2011年9月10日・11日、テレビ朝日） - 田所佐和子 役
- オリンパスドラマスペシャル『光る壁画』（2011年10月1日、テレビ朝日） - 曾根京子 役
- 僕とスターの99日 第6・8・9話（2011年11月27日・12月11日・18日、フジテレビ） - 熊田梢 役
- 大河ドラマ 平清盛 第7回 - 第11回（2012年、NHK総合） - 高階明子 役
- 聖なる怪物たち（2012年1月 - 3月、テレビ朝日） - 日向圭子 役
- ストロベリーナイト 第6話（2012年2月14日、フジテレビ） - 高野真弓 役
- 三毛猫ホームズの推理 第3・4話（2012年4月28日・5月5日、日本テレビ） - 永江圭子 役
- 東野圭吾ミステリーズ 第5話「甘いはずなのに」（2012年8月2日、フジテレビ） - 中川尚美 役
- チープ・フライト（2013年3月1日、日本テレビ） - 榎本優希 役
- 極北ラプソディ（2013年3月19日・20日、NHK総合） - 並木梢 役
- 宮部みゆきドラマスペシャル『淋しい狩人』（2013年9月20日、フジテレビ） - 安達明子 役
- 連続テレビ小説 ごちそうさん（2013年度後期、NHK総合） - 村井亜貴子 役
- 海の上の診療所 第1話（2013年10月14日、フジテレビ） - 村上美月 役
- Dr.DMAT（2014年1月 - 3月、TBS） - 吉岡凛 役
- 貴族探偵 第5・6話（2017年5月15日・22日、フジテレビ） - 豊郷皐月 役[10]

### 配信ドラマ
- マンハッタンダイアリーズ（2007年、GyaO） - 主演・立花里亜 役

### 映画
- 新宿少年探偵団（1998年、松竹） - 七月響子 役
- 劇場版ポケットモンスター 結晶塔の帝王 ENTEI（2000年、東宝） - リン 役（声の出演）
- 笑の大学（2004年、東宝） - ビヤホールの女給 役
- 海猿シリーズ（東宝） - 伊沢（仙崎）環菜 役
  - 海猿 ウミザル（2004年）
  - LIMIT OF LOVE 海猿（2006年）
  - THE LAST MESSAGE 海猿（2010年）
  - BRAVE HEARTS 海猿（2012年）
- Another アナザー（2012年、東宝・角川） - 三神怜子 役
- チーム・バチスタFINAL ケルベロスの肖像（2014年、東宝） - 和泉遥 役

### テレビ番組

#### バラエティ番組・情報番組
- グラビアの美少女（MONDO21）
- AXEL（テレビ朝日）
- 学校へ行こう!（1999年4月 - 2001年3月、TBS）
- 恋ボーイ恋ガール（1999年4月 - 9月、フジテレビ）
- 24人の加藤あい（2001年4月 - 2001年9月、TBS）
- ねっとパラダイス（2001年4月 - 2002年9月、テレビ朝日）

#### その他の番組
- ハイビジョンスペシャル 煙はるかに 世界SL紀行第5回「イタリア サルデニア島〜ゴイトといた三日間〜」（2001年4月27日、NHK）
- 僕らの音楽 -OUR MUSIC-（2006年9月1日、フジテレビ）AIの親友としてゲスト出演
- Music Lovers（2009年2月15日・2010年10月18日、日本テレビ）同上
- スタジオパークからこんにちは（2009年7月10日・2014年1月15日、NHK）ゲスト出演

### ラジオ
- 加藤あい 20分1本勝負!（1999年4月 - 2001年3月、ニッポン放送）

### ゲーム
- ユーラシアエクスプレス殺人事件（1998年、エニックス） - 森沢千夏 役

### CM
- ジャスコ（1996年）
- プリマハム（1996年）
- 日本ポラロイド（1997年）
- 江崎グリコ（1997年 - 1998年、2002年）
- キリンビバレッジ「きりり」（1998年）
- ジョンソン・エンド・ジョンソン「クリーン&クリア」「ディープクリアトナー」（1998年 - 1999年）
- NTTドコモ「ポケットベル」「シティフォン」「携帯電話」「iモード」（1998年 - 2006年）
- 三菱電機（1998年 - 2002年）
- 朝日新聞社「大学入試キャンペーン」（1999年）
- 東進ハイスクール・東進衛星予備校（1999年 - 2000年）
- 任天堂「ポケットモンスター 金・銀」（1999年 - 2000年）
- ロッテ「雪見だいふく」（2000年）
- ロッテリア（1999年 - 2001年）
- 東京ニュース通信社「週刊TVガイド」（1999年 - 2001年）
- 郵政事業庁「郵便貯金」（1999年 - 2002年）
- 丸美屋食品工業「のりたま」「釜めし」（2000年 - 2002年）
- 武田食品工業「C1000タケダ」（2000年 - 2003年）
- カネボウ化粧品
  - 「テスティモ」「レヴュー」｢ALLIE｣（2000年 - 2011年）
  - 「コフレドール」（2014年）
- ボシュロム・ジャパン「メダリスト66トーリック」（2003年）
- 日本コカ・コーラ「ジョージア」（2004年 - 2005年）
- 英会話AEON「英会話イーオン」（2005年 - 2009年）
- CHINTAI（2005年 - 2007年）
- ブルボン「アルフォート」（2005年）
- ローソン「おにぎり屋」（2005年）
- サントリー「AWA'S アワーズ」（2007年）
- エースコック「スープはるさめ」（2007年）
- NEXCO東日本「Pasar羽生」「Pasar三芳」（2009年）
- アサヒビール「クリアアサヒ」（2010年）
- ユニクロ「CANDISH」（2010年）
- ジャストシステム（2010年）
- バスクリン「きき湯」（2011年 - 2012年）
- 明治「ブルガリアのむヨーグルト」（2012年 - 2013年）
- 宝くじ 社会貢献CM 「初夢宝くじ」篇他（2012年 - 2017年）
- グラクソ・スミスクライン「PROエナメル(R)」（2013年 - 2014年）
- ネスレ日本「ネスカフェ ゴールドブレンド バリスタi」（2016年10月 - 2017年）
- トヨタ自動車「ルーミー」（2016年）[16]
- クレオコンタクトレンズ（2017年）
- シオノギヘルスケア「シナールLホワイトエクシア」（2019年5月 - 2020年）

### 広告
- 進研ゼミ小六チャレンジ1997年10月号付録ビデオ「英語でドラマ ESPERS エスパーズ」如月あおい 役
- 警察庁2000年ポスターカレンダー
- 薬物乱用防止運動（ダメ。ゼッタイ。）4代目キャンペーンガール（2000年 - 2001年、厚生労働省）
- 第44回衆議院議員総選挙啓発キャラクター（2005年、総務省）
- 平成26年春の火災予防運動啓発キャラクター[17]（2014年3月1日 - 7日、東京消防庁）

### 新聞
- SEVEN（2000年、朝日新聞） - コメンテーターとして定期的に登場
- 朝日新聞 特集『be Extra BOOKS』「深いテーマ 忘れえぬ1冊」（2009年12月10日） - 松田哲夫と対談
- 朝日新聞 広告特集『地球のあしたを考えよう』「私のエコライフ」（2010年8月23日）

## 作品
DVD
- チャイドルキッチュ!（1998年1月、h.m.p）
- 日テレジェニック’98 加藤あい a Maze（2000年2月、バップ）
- Buono!Buono!ROSSO（2000年12月、集英社）
- 24人の加藤あいA→L（2001年9月、TSUTAYA）
- 24人の加藤あいM→Z（2001年11月、TSUTAYA）
- 加藤あいのI・N・G VOL.1（2003年7月、祥伝社）
- 加藤あいのI・N・G VOL.2（2003年12月、祥伝社）
- 加藤あいのI・N・G VOL.3（2004年2月、祥伝社）

## 書籍

### 雑誌連載
- 週刊TVガイド（1999年 - 2001年）「Going "Ai" Way！ あいで行こう!」
- with（2009年4月 - 2011年、講談社）「加藤あいの I meet Nippon 〜会いに行く日本〜」
- 美ST（2024年 - 、光文社）[18]

### 写真集
- Friend（1997年11月、ぶんか社） ISBN 4821121816
- あい（1998年12月、近代映画社） ISBN 4764818779
- なないろの愛（1999年4月、祥伝社） ISBN 4396810210
- asian beauty（1999年10月、ワニブックス） ISBN 4847025512
- PRIVATE“i” (1) あいの休日（2000年4月、祥伝社） ISBN 4396420145
- PRIVATE“i” (2) 温泉旅行（2000年4月、祥伝社） ISBN 4396420153
- Buono!Buono!ROSSO（2000年12月、集英社） ISBN 4087803171
- 加藤あい限定BOX「卒業」夏服バージョン（2001年3月、祥伝社） ISBN 4396420250
- 加藤あい限定BOX「卒業」冬服バージョン（2001年3月、祥伝社） ISBN 4396420269
- 加藤あいオール制服写真集ーもうひとつの卒業（2001年3月、祥伝社） ISBN 4396420277
- 24人の加藤あい（2001年9月、アスキー） ISBN 4756139310
- 二十歳 はたちのあい（2002年12月、ワニブックス） ISBN 4847027426

## 受賞歴
- 2000年 第11回日本ジュエリーベストドレッサー賞 10代部門
- 2001年 第25回エランドール賞 新人賞[19]